# Frank McCourt
Francis „Frank“ McCourt (19. srpna 1930 New York – 20. července 2009 New York) byl americký spisovatel irského původu. Svůj vypravěčský dar projevil veřejně až ve svých 66 letech, kdy vydal svou autobiografickou prvotinu, román Andělin popel (v originále Angela's Ashes). Kniha slavila obrovský úspěch a vysloužila mu několik literárních ocenění, mimo jiné i Pulitzerovu cenu (1997).

## Život
Narodil se v New Yorku irským přistěhovalcům. Frank McCourt žil v New Yorku se svými rodiči a čtyřmi mladšími sourozenci: Malachym (* 1931), dvojčaty Oliverem a Eugenem (* 1932) a mladší sestrou Margaretou, která zemřela pouhých sedm týdnů po svém narození v roce 1935. V průběhu Velké hospodářské krize se rodina přestěhovala zpátky do Irska. Vzhledem k nemožnosti nalézt stabilní zaměstnání v Belfastu či Dublinu a problémům způsobeným alkoholismem McCourtova otce se rodina vrátila do matčina rodného Limericku, kde klesla do ještě větší bídy a chudoby. Žili v deštěm prosáklých slumech, dělili se o jednu postel a McCourtův otec postupně propíjel to malé množství peněz, které rodina měla. Dvojčata Eugene a Oliver zemřela v útlém dětství kvůli těmto tíživým podmínkám, záhy se narodili další dva chlapci: Michael, který dnes žije v San Franciscu a Alfonsus, žijící na Manhattanu. Samotný Frank McCourt málem ve věku jedenácti let zemřel na tyfus. V téže době opustil McCourtův otec Limerick a vydal se hledat práci v továrnách válečného Coventry v Anglii. Domů však posílal peníze jen zřídka. Podle McCourta otec později rodinu opustil úplně a zanechal matku se svými přeživšími dětmi samotnou, bez jakéhokoli příjmu a neustále na pokraji smrti hlady. Frank McCourt ukončil školní vzdělání ve věku 13 let, kdy mu církev odmítla poskytnout další vzdělání. Věnoval se poté několika příležitostným pracím, aby zabezpečil svou matku a tři zbylé bratry.
V říjnu roku 1949, ve věku 19 let, opustil McCourt Irsko. Použil k tomu peníze, které ušetřil při své práci na poštovním úřadě. V jednom z televizních interview však McCourt přiznal, že jedním z lidí, kterým doručoval telegramy, byla lichvářka, které po její smrti ukradl 55 liber na cestu do Ameriky. Přeplul na lodi z Albany do New Yorku. Kněz, kterého na lodi potkal, mu obstaral pokoj a práci v newyorském hotelu Biltmore. Vydělával zhruba dvacet šest dolarů týdně, z toho deset posílal své matce do Limericku. Bratři Malachy a Michael následovali McCourta do New Yorku, stejně tak později i jejich matka Angela. Během Korejské války v roce 1950 byl McCourt odveden a poslán na dva roky do Bavorska, kde nejprve trénoval psy a později pracoval jako úředník. Po svém propuštění z americké armády se vrátil do New Yorku, kde vykonával řadu povolání, od práce v docích či skladech až po práci v bance.
Frank McCourt se poprvé oženil v roce 1961. Jeho manželkou byla Alberta Small, se kterou měl také dceru Margaret. Podruhé se oženil v roce 1984 s psychoterapeutkou Cheryl Floyd. McCourtovou třetí ženou se v roce 1994 stala Ellen Frey, se kterou žil od té doby v New Yorku a Connecticutu.
McCourt se později od roku 2009 léčil s rakovinou kůže. 19. července 2009 na následky nemoci zemřel v New Yorku.

## Tvorba
McCourtovi byla udělena Pulitzerova cena v kategorii biografie nebo autobiografie (1997) a jedna z každoročních cen National Book Critics Circle Award (1996) za memoáry z roku 1996 Andělin popel (v originále Angela's Ashes), které jsou detailním popisem McCourtova chudého dětství v Brooklynu (NY) i Limericku (Irsko). Memoáry zahrnují řadu anekdotických příběhů, které popisují McCourtovo chudé dětství a dospívání v Irsku a také boj rodiny s chudobou a otcovým alkoholismem. Kniha se stala bestsellerem a udělala z McCourta milionáře. O tři roky později vznikla filmová adaptace knihy Andělin popel, která získala smíšené reakce. Spoluautorem scénáře a režisérem filmu byl Alan Parker. Dospívajícího McCourta si zahrál herec Michael Legge, původem ze severního Irska. McCourtovu matku si zahrála herečka Emily Watsonová. Film začíná návratem rodiny McCourtových zpět do Irska po problémech prožitých v Americe. Většina venkovních scén filmu byla natáčena v Corku v Irsku. Hudbu k filmu složil skladatel John Williams, na soundtracku k filmu se podílely zpěvačky jako Billie Holiday nebo Sinéad O'Connor. McCourt je také autorem knihy Andělina země (v originále 'Tis), která pokračuje v líčení McCourtova životního příběhu, navazuje na konec knihy Andělin popel a soustředí se na McCourtův život po návratu do New Yorku. McCourt následně napsal román Teacher Man, kde popsal své učitelské zážitky a zkušenosti.
McCourt byl několika limerickými rodáky (včetně irského herce Richarda Harrise) nařčen z toho, že ve své knize zveličuje nuzné poměry, v jakých se jeho rodina nacházela. McCourtova vlastní matka krátce před svou smrtí v roce 1981 popřela věrohodnost McCourtovy knihy.
McCourt je také spoluautorem muzikálu z roku 1997 s názvem The Irish… and How They Got That Way, který zahrnuje eklektickou směs irské hudby, od tradičních skladeb jako "Danny Boy" až po U2 a jejich píseň "I Still Haven't Found What I Was Looking For".

## Dílo
- Andělin popel (Angela's Ashes, 1996) – autobiografický román o dětství stráveném v bídě v irském Limericku v rodině s několika sourozenci, o něž se starala matka, zatímco otec, alkoholik, většinu peněz, které vydělal příležitostnou prací, propil v hospodě
- Andělina země ('Tis: a memoir, 1999) – další autobiografie, tentokrát o Frankových začátcích v New Yorku a o tom, jak se stal učitelem
- Teacher Man (2005) – popisuje své učitelské začátky a další zážitky ve svém učitelském životě

## Uznání
Muzeum Franka McCourta bylo oficiálně otevřeno bratrem Malachym McCourtem v červenci 2011 v Limericku. Tato budova v tudorovském stylu byla dříve známá jako škola, kterou Frank McCourt společně se svým bratrem Malachym navštěvoval. Součástí muzea je kupříkladu školní třída ze třicátých let, dále pak nejrůznější vzpomínkové předměty, jako staré učebnice a fotografie, které darovali muzeu bývalí žáci školy. Muzeum dále zahrnuje také rekonstrukci domova rodiny McCourtových tak, jak je popsán v knize Andělin popel za pomoci některých rekvizit použitých ve filmové adaptaci.